# TODD
«TODD» — рок-мюзикл (по собственному определению — зонг-опера ужасов) хоррор-панк группы «Король и Шут». Основой послужила первоначально публиковавшаяся в 1846-47 годах в одной из британских газет серия рассказов «Жемчужная нить» о серийном убийце Суини Тодде, возможно основанная на еще более ранних городских легендах. 
Театральная премьера состоялась в ноябре 2012 года в Московском театре киноактëра. Главную роль в мюзикле исполнил фронтмен группы «Король и Шут» Михаил Горшенёв.

## История
В 2008 году Михаил Горшенёв по предложению театрального продюсера Владислава Любого увлёкся идеей создания собственной театрально-музыкальной постановки. В процессе размышлений и перебора возможных исходных материалов родилась идея создания рок-оперы про маньяка-цирюльника Суини Тодда. На тот момент уже существовали американский мюзикл «Суини Тодд, демон-парикмахер с Флит-стрит» и основанный на нем кинофильм с Джонни Деппом, однако большее влияние на Горшенёва, искавшего историю, похожую на Джека-потрошителя, оказал просмотр черно-белой картины 1936 года.
Так началась работа над мюзиклом, в которую постепенно влились все музыканты группы «Король и Шут», кроме не видевшего себя в этом проекте Андрея «Князя» Князева, даже несмотря на то, что ему было изначально предложено играть одну из главных ролей – Священника (на роль Судьи изначально приглашался Алексей Горшенёв). Для зонг-оперы «TODD» (рабочими названиями были «Мясорубка» и «Бритва») Михаилом и его коллегами был значительно переработан сюжет городской легенды и написан полностью оригинальный музыкальный материал. С целью работы над либретто были приглашены профессиональные авторы Михаил Бартенев и Андрей Усачёв, работавшие помимо прочего над постановкой мюзикла «Алые паруса». Идею создания постановки по Александру Грину, как и еще один вариант — сказку Братьев Гримм «Бременские музыканты» Любый изначально предлагал Горшенёву, который, всё-таки, решил найти более подходящую основу для сценария. Важной его составляющей, по словам автора, стало выражение протестных отношений, критика устройства общества и, в частности, религии.
Результатом четырехлетней подготовки стал выход двойного альбома группы «Король и Шут», основанного на материале для мюзикла, — TODD. Акт 1. Праздник крови (8 декабря 2011), а позже — TODD. Акт 2. На краю (24 мая 2012). Помимо Горшенёва и музыкантов «Короля и Шута» в записи концепт-альбома приняли участие приглашенные вокалисты Юлия Коган, Константин Кинчев, Билли Новик (Акт 1), Лена Тэ, Илья Чёрт (Акт 2), а текст рассказчика прочитал Вениамин Смехов. Значительный вклад в создание музыки и аранжировок внесли также Алексей Горшенёв и Валерий Аркадин. Ряд песен были представлены зрителю на выступлениях группы «Король и Шут», а параллельно с концертной деятельностью коллектива началась работа над созданием полноценной постановки спектакля.
12-13 апреля 2012 года прошел танцевальный, 4-5 июня — актерский кастинг в сценическую версию проекта, а в августе начались репетиции труппы. За две недели до премьеры у спектакля сменился режиссер: вместо ушедшего и снявшего свое имя с афиш Александра Устюгова, считавшего что нужна дополнительная подготовка, финансовые вложения и показ нужно отложить, пришел Владимир Золотарь, ускоренно доработавший несколько номеров и связки между ними. Чтобы постановка получила гриф 12+ и ее могли посещать семьями, постановщики намеренно отказались от натуралистичных эпизодов с обилием крови. Бюджет проекта составил 1,5 млн. долларов, в основном выделенных частными инвесторами, найденными Любым, планов окупить затраты у продюсера не было. Над созданием постановки работали около 80 человек, половина из которых выступала на сцене. Для проекта были созданы около 200 костюмов, а декорации к нему, разрисованные московским стрит-арт-художником P183, занимали три грузовых трейлера.
Театральная премьера состоялась 6 ноября 2012 года в Московском театре киноактёра, главные роли в этот день исполнили Михаил Горшенёв, Елена Резниченко, Александр «Ренегат» Леонтьев, Ирина Епифанова, Андрей Красноусов, Вячеслав Ковалёв, Валерия Морарь, Никита Селедцов, Агния Дегтярёва. Заключительные показы в первом театральном сезоне прошли 11 и 12 апреля 2013 года в Музыкальном театре имени Натальи Сац. Всего за этот период спектакль с самим Горшенёвым в роли Суини Тодда был показан 16 раз и в большинстве случаев проходил при аншлаге, а в конце сезона возглавил список лучших музыкальных шоу Москвы по версии журнала «Афиша». Начало следующего сезона было анонсировано на октябрь 2013 года, но будет ли в нем постоянно выступать Михаил Горшенёв официально не сообщалось — он поговаривал о поиске дублера, предлагая роль Тодда брату, и одновременно обсуждал с братьями Запашными создание театрально-циркового проекта «Люди-кошки».
В июле 2013 года Михаил Горшенёв — «двигатель» проекта и исполнитель главной роли скоропостижно скончался. 2 августа на сайте группы «Король и Шут» было объявлено, что музыканты и компания «Театральное дело» приняли решение сохранить театральную постановку «TODD», причем она останется единственным проектом, где коллектив продолжит выступать под оригинальным названием. 13 февраля 2014 года показ спектакля возобновился, после дополнительного кастинга на замену Горшенёву в главной роли был приглашён солист индастриал-группы «Собаки Табака» Роберт Остролуцкий.
В 2021 году, во время ухода Остролуцкого в гастрольную версию шоу, ряд показов был перенесен. Было объявлено, что его заменой станет артист театра им. Вахтангова Артур Иванов, ранее исполнявший роль Мясника. Однако, еще до его дебюта Роберт вернулся в основной проект. Несколько раз в главной роли Иванову выйти удалось (также он сыграл и Судью), но основным исполнителем роли Тодда по сей день остается Остролуцкий.

## Сюжет
Первый акт начинается с появления перед публикой Смерти в образе девочки, которая подзывает к себе и гладит по голове Черного лебедя. Этот персонаж символизирует духа-инфернала, который сопровождает каждого человека во время жизни, помогая ему — или уходя, обрекая на смерть. Черный лебедь в дальнейшем появляется на сцене в критические моменты, когда речь идет о гибели людей.
После открытия занавеса зрителей приветствует сцена лондонских беспорядков (аллюзия на столкновения 2011 года), где бунтующих избивает полиция, пока рассказчики сетуют об испорченности мира («Добрые люди»). За происходящим с задней декорации молча наблюдает Судья. Бунт происходит неподалёку от пирожковой, где работают Ловетт и её дядя-Мясник. Пирожковая известна своим тухлым мясом и низкой ценой, из-за чего пользуется популярностью у нищих и бродяг («Пирожки от Ловетт»).
Внезапно на крыше появляется мужчина в чёрном потрёпанном плаще и говорит, что раньше в этом доме была цирюльня, но он не знает, что произошло с нею в дальнейшем. Народ рассказывают ему, что действительно, 20 лет назад здесь жил цирюльник Суини Тодд с женой Бетти и маленькой дочкой («Баллада о бедном цирюльнике»). Однажды Бетти встретил Судья, известный своей похотью и, желая завладеть женщиной, по ложным доносам отправил цирюльника на каторгу. Не выдержав расставания с мужем и домогательств Судьи, Бетти бросилась в реку. Выслушав историю, мужчина едва не кончает с собой, спрыгнув с крыши. Оказывается, это и есть Суини Тодд, только что вернувшийся из заключения в надежде о спокойной жизни, но узнавший, что его жена мертва, дочь исчезла, а дом принадлежит соседу-мяснику. Он обещает, что отомстит за Бетти («Каторжник»).
Тем временем Судья, считающий справедливым выносимые им приговоры и приговаривающий, что добра не может быть без петли и топора, устраивает очередное кровавое шоу для развлечения общества — казнь на площади («Праздник крови»). Суини пытается протиснуться к нему сквозь толпу, чтобы зарезать бритвой, но его останавливает Ловетт. Она единственная, кто узнала его, и признаётся, что с самого детства была в него влюблена и не хочет, чтобы Тодд вновь был осуждён («По лезвию бритвы»). В поисках смысла дальнейшей жизни Суини идёт в церковь за советом, где Священник неожиданно даёт ему благословение на месть, указывая, что Бог ленив и слеп, потому кара грешникам (а безгрешных в мире не существует) должна вершиться еще на Земле («Мой Бог»). Он тоже узнал Суини, но у него есть еще кое-какая информация, которую Тодд не должен узнать.
Суини по совету Ловетт поселяется в здании пирожковой и открывает цирюльню в каморке на втором этаже. Тем временем Мясник привозит новую мясорубку, хвастаясь её размерами и способностью перемалывать даже кости («Машина смерти»). Затем он поднимается к Тодду с требованием денег за аренду, которых у цирюльника нет. Тодд предлагает бесплатно побрить его. Во время процесса Мясник хвастается, что дом ему достался почти даром всего лишь за один листок бумаги, услуги для Судьи, которому он не мог отказать. Тодд осознаёт, что именно торговец написал на него донос и останавливает бритву у его горла. Мясник молит о пощаде и обещает дать ему всё что угодно, но не может назвать ни одной причины для сострадания или вспомнить какой-либо хороший поступок из своего прошлого. Придя к выводу, что в Мяснике нет ничего человеческого и понимая, что жену и дочь вернуть уже невозможно, Тодд совершает свое первое убийство, унося тело на кухню и спрятав его в мясорубке («Смертный приговор»). За этим занятием его застает Ловетт, которая молча запускает машину. Ради любви к Тодду она готова на всё, в том числе готова быть им убитой, если на то его воля («Признание Ловетт»). Они становятся сообщниками и любовниками.
Тодд идёт к Священнику, чтобы исповедаться за убийство. Тот одобряет его поступок, благословляя карать всех, в ком есть хоть какая-то вина («Первая кровь»). Тем временем пирожковая Ловетт начинает пользоваться популярностью среди богатых людей, ведь теперь у неё «пирожки с сюрпризом» — у них не только необычный пикантный вкус, но в них еще можно найти золотую запонку или серебряную пуговицу («Новая пирожковая»), однако для продолжения бизнеса нужно мясо, а это значит, что в мясорубку идут случайные люди — основной ингредиент пирожков («Порок порождает порок»). Ловетт счастлива, но Суини счастья не ощущает, считая, что ему нужна удача («Счастье?»), чтобы завершить свой план мести. И удача к нему приходит: в цирюльню заходят два франта, которые хвастаются выигранным в лотерее билетом на бал к Судье («Счастливый билет»). Убив их и отняв билет, Суини в образе Смерти с косой отправляется на бал, туда приходит и настоящая Девочка-смерть. Там он казалось бы наконец-то совершает месть… («Смерть на балу»), но вместо Судьи случайной жертвой пал другой гость маскарада в парике и судейском облачении (Мим). Настоящий Судья жив, и, несмотря на покушение, приказывает продолжить бал.
Второй акт также начинается с репризы песни «Добрые люди» (которую на этот раз исполняет сам Тодд), затем действия переносятся в пирожковую. Ловетт жалуется Суини на то, что ей надоело заниматься своей закусочной, они скопили достаточно денег, и она предлагает вместе уехать за границу («Маленький остров»). Но Тодд не проникается её мечтаниями: его мысли заняты местью («Неупокоенный»).
Судья тоже не чувствует себя счастливым. Его сила и власть позволяют ему заполучить любую женщину, что стало обыденностью, а ему нужен «воздуха чистого глоток» («Выход судьи»). Неожиданно он слышит красивую песню из стен храма. Это поёт Элиза, дочь Священника, живущая безгрешной жизнью и мечтающая стать монахиней («Христова невеста»). Судье кажется, что уже когда-то её видел, но их разговор прерывает Священник, отрицающий любую возможность их встречи в прошлом: Элиза, по его словам, далека от светской жизни. Судья смеётся над желанием Священника отдать дочь в монастырь, потому что сам там бывал не раз и на самом деле нет места порочней («Разврат в обители»). Он предлагает, пока Элиза ещё здесь, отвезти её к себе, якобы для выступления на благотворительном концерте. Священник не способен ему отказать, но, догадываясь чем может закончиться этот день для Элизы, предлагает Судье причаститься и незаметно подсыпает в чашу яд. Тот пьет и уходит, но впоследствии начинает испытывать сильное недомогание.
На следующий день по всему Лондону разлетается весть о том, что Судья смертельно отравлен («По лезвию бритвы (Умирает судья…)»). Тодд понимает, кто это сделал и в бешенстве врывается в храм. Он винит Священника в том, что тот не дал осуществить возмездие ему. Тот отвечает, что просто не мог поступить иначе («Священник больше ничего не скажет»). В гневе за то, что Священник едва не лишил его смысла жизни — мести, Тодд убивает его, переодевается в его сутану и спешит к Судье. Тем временем Элиза обнаруживает, что отец исчез и даже не закрыл дверь. Она отправляется на его поиски. Тодд приходит в дом Судьи, якобы для последнего причастия. Судья жалуется на то, что ему страшно умирать, но он надеется попасть в рай. Тодд, не раскрывая ему своей личности, говорит, что хотя он-бы и готов отпустить ему грехи, сами грехи Судью все-равно не отпустят — и перерезает ему горло («Небесный суд»). Перед смертью Судье приходит видение, где пороки в образе чертей мучают его в аду («Грехи»).
Тодд возвращается домой, хоть месть наконец свершилась, но им овладевает чувство пустоты. Его окликает Элиза: увидев знакомую сутану, она подумала, что это её отец. Внезапно Тодд узнаёт в девушке свою жену Бетти, такую, какой она была 20 лет назад. Ему кажется, что всё это время его жена была жива, а он напрасно пытался отомстить и убивал людей. Он понимает тяжесть своих поступков, но отказывается от попыток оправдаться. С помутненным от горя рассудком, считая себя зверем, он убивает Элизу («Почему ты жива?»). Ставшая свидетельницей этому Ловетт в ужасе рассказывает, что Тодд убил собственную дочь, которую после гибели его жены взял на воспитание Священник. Она знала, кто такая Элиза, но молчала, боясь потерять Тодда. Ловетт снова умоляет его уехать, но Тодд в ответ перерезает горло и ей («Смерть Ловетт»). Осознав, что он остался один, убив всех, кого он любил, и всех, кто любил его, он поёт свою последнюю арию, стоя на краю внезапно запустившейся мясорубки, после чего выносит себе приговор и совершает последний шаг («На краю»). К нему приходит Смерть в образе девочки в белом платье. Она обращается к зрителям с просьбой ценить и наслаждаться жизнью, но при желании покинуть этот мир со всеми его тяготами и заботами не бояться «пойти за ней» («Девочка-смерть», «Эпилог»).

## Музыка

### Акт 1
| №   | Название                      | Второе название                 | Длительность |
| --- | ----------------------------- | ------------------------------- | ------------ |
| 1.  | «Добрые люди»                 | «Хор нищих и бродяг»            | 5:16         |
| 2.  | «Пирожки от Ловетт»           | «Ловетт с хором нищих»          | 3:22         |
| 3.  | «Баллада о бедном цирюльнике» | «Ария рассказчика»              | 3:19         |
| 4.  | «Каторжник»                   | «Ария Тодда»                    | 5:00         |
| 5.  | «Праздник крови»              | «Ария судьи»                    | 3:55         |
| 6.  | «По лезвию бритвы» (*)        | «Дуэт Тодда и Ловетт с хором»   | 3:00         |
| 7.  | «Мой Бог» (*)                 | «Дуэт Тодда и священника»       | 3:57         |
| 8.  | «Машина смерти»               | «Дуэт мясника и Ловетт с хором» | 3:38         |
| 9.  | «Смертный приговор»           | «Дуэт Тодда и мясника»          | 3:32         |
| 10. | «Признание Ловетт»            | «Ария Ловетт»                   | 3:40         |
| 11. | «Первая кровь»                | «Дуэт Тодда и священника»       | 3:51         |
| 12. | «Новая пирожковая»            | «Хор благородной толпы»         | 2:12         |
| 13. | «Порок пожирает порок» (*)    | «Рассказчики и хор»             | 2:00         |
| 14. | «Счастье?»                    | «Ария Тодда»                    | 3:25         |
| 15. | «Счастливый билет» (*)        | «Песенка франтов с Тоддом»      | 3:25         |
| 16. | «Смерть на балу»              | «Ария рассказчика»              | 4:41         |

Итого 1 час 03 минуты, с учётом и песен, и разговоров.

### Акт 2
| №   | Название                                | Второе название            | Длительность |
| --- | --------------------------------------- | -------------------------- | ------------ |
| 1.  | «Добрые люди» (*)                       | «Ария Тодда с хором нищих» | 5:16         |
| 2.  | «Маленький остров»                      | «Ария Ловетт»              | 2:50         |
| 3.  | «Неупокоенный»                          | «Ария рассказчика»         | 2:46         |
| 4.  | «Выход судьи»                           | «Ария судьи»               | 4:33         |
| 5.  | «Христова невеста»                      | «Ария Элизы»               | 3:50         |
| 6.  | «Разврат в обители»                     | «Хор и судья»              | 3:50         |
| 7.  | «По лезвию бритвы (Умирает судья…)» (*) | «Хор нищих и бродяг»       | 3:00         |
| 8.  | «Священник больше ничего не скажет»     | «Дуэт Тодда и священника»  | 4:23         |
| 9.  | «Небесный суд»                          | «Дуэт судьи и Тодда»       | 4:37         |
| 10. | «Грехи» (*)                             | «Ария рассказчика с хором» | 3:50         |
| 11. | «Почему ты жива?»                       | «Ария Тодда»               | 3:03         |
| 12. | «Смерть Ловетт»                         | «Ариозо Ловетт»            | 1:34         |
| 13. | «На краю»                               | «Ария Тодда»               | 4:05         |
| 14. | «Девочка-смерть» (*)                    | «Ария смерти»              | 2:34         |
| 15. | «Эпилог (Вот и кончено все…)» (*)       | «Финал»                    | 3:53         |

Итого 57 минут, с учётом и песен, и разговоров.
(*) Арии «По лезвию бритвы» (Акт 1-2), «Мой Бог», «Порок пожирает порок», «Счастливый билет», «Добрые люди (Акт 2)», «Разврат в обители», «Грехи», «Девочка-смерть» и «Эпилог» не входят в официальный студийный альбом проекта. В 2016 году ария «Грехи» была официально выпущена группой «Северный флот» в качестве интернет-бонуса к альбому «Мизантропия», в записи бэк-вокала принимали участие поклонники коллектива. В марте-мае 2024 года Алексей Горшенёв опубликовал для подписчиков своего Boosty-канала рабочий материал с демо-версиями всех песен проекта.

## Действующие лица и исполнители
- Суини Тодд (Акт 1: 4, 6, 7, 9, 11, 14, 15, 16. Акт 2: 1, 2, 8, 9, 11, 13, 15) — Михаил «Горшок» Горшенёв (до 2013 года, далее используется голос в Акт 2: 13) / Роберт Остролуцкий (2014-2021, 2023 — н.в.) / Артур Иванов (2022).
- Ловетт (Акт 1: 2, 6, 8, 10. Акт 2: 2, 12, 15) — Лена Тэ (только на оф. альбоме) / Юлия Коган / Елена Резниченко / Маргарита Быстрякова / Мария Фортунатова / Ася Будрина (с 19.09.2024)
- Рассказчики (Акт 1: 1, 3, 6, 12, 13, 16. Акт 2: 3, 7, 10, 15) — Вениамин Смехов (только на оф. альбоме) /  Александр «Ренегат» Леонтьев, Ирина Епифанова / Софико Кардава.
- Судья (Акт 1: 5, 16. Акт 2: 4, 6, 9, 15) — Константин Кинчев / Илья Чёрт (только на оф. альбоме) / Вячеслав Ковалев / Андрей Клюев / Евгений Козлов / Артур Иванов / Александр Емельянов.
- Священник (Акт 1: 7, 11. Акт 2: 8, 15) — Константин Кинчев (только на оф. альбоме) / Андрей Красноусов / Владимир Дыбский.
- Мясник (Акт 1: 8, 9) — Билли Новик (только на оф. альбоме) / Никита Селедцов / Алексей Власов / Илья Ушуллу / Артур Иванов.
- Элиза (Акт 2: 5) — Лена Тэ (только на оф. альбоме) / Валерия Морарь / Анастасия Акатова / Анастасия Рысева / Александра Еремейчик.
- Франты (Акт 1: 14) — Евгений Петиш / Александр Осинин / Олег Малышев / Андрей Фёдоров / Михаил Пятикопов.
- Девочка-смерть (Акт 2: 14) — Агния Дегтярёва (Богачева, Цветкова) / Мария Леонтьева / Екатерина Смыкалина / Варвара Леонтьева / Ева Богомолова.
- Чёрный лебедь — Сергей Юдин / Юрий Чулков
- Мим — Ян Новиков
- Хор — Наталья Анисимова, Руслан Багиров, Станислав Баксараев, Анастасия Бедулева, Анастасия Вивденко, Наталья Голова, Ян Гэ, Андрей Дегтярев, Евгения Короткевич, Олег Малышев, Валерия Морарь, Александр Осинин, Игорь Отвагин, Евгений Петиш, Михаил Пятикопов, Любовь Смирнова, Светлана Сперанская, Светлана Сандракова, Андрей Фёдоров, Лилия Фильченко, Руфина Халиуллина.
- Балет — Никита Авдеев, Александр Агафонов, Екатерина Барышева, Михаил Болобнов, Виктория Брызгалова, Анна Васильева, Алексей Григорьев, Алексей Дорошев, Алексей Есин, Мария Заплечная, Арсен Иманов, Мария Исаева, Илья Карпель, Елена Конова, Дмитрий Коновалов, Наталия Кочегарова, Максим Куликов, Лина Лангнер, Елена Морозова, Василий Мусихин, Руслан Нафигов, Анна Пижонкова, Юлия Сикорская, Екатерина Стегний, Николай Трушин, Анастасия Харитонова, Татьяна Чижикова.
- Паркур — Александр Акимов, Михаил Бельский, Илья Воробьев, Руслан Джавадов, Алексей Доронин, Александр Морозов, Алексей Рябков, Сергей Сафьянов, Сергей Самородов.
- Группа «Король и Шут» — Яков Цвиркунов (гитара), Сергей «Захар» Захаров (бас-гитара; до 2013 года), Александр Куликов (бас-гитара; с 2014 года), Павел Сажинов (клавишные), Александр «Поручик» Щиголев (ударные), Александр «Ренегат» Леонтьев, а также Валерий Аркадин (The Matrixx, НАИВ) — гитара, аранжировки.

Участники записи оф.альбома Илья Чёрт (2018), Билли Новик (2019) и Лена Тэ (2019, 2021) принимали участие в специальных показах «СпецTODD», исполняя в рамках 3 акта оригинальные версии своих песен. Юлия Коган впервые вышла в роли Ловетт в сценической постановке в декабре 2023 года, она и Лена Тэ также выступали в концертной версии мюзикла. Рассказчик Вениамин Смехов участвовал в показе «TODD Light» в рамках «РокФЕСТа» в 2017 году.

## Создатели
- Авторы и продюсеры проекта: Михаил Горшенёв и Влад Любый, директор РАМТ.
- Либретто/тексты — Михаил Бартенев, Андрей Усачёв.
- Музыка — Михаил Горшенёв (все кроме: Алексей Горшенёв (Акт 1-1,7, Акт 2-1,4,5,9,11,14), Павел Сажинов (Акт 2-9), Валерий Аркадин (Акт 2-9)).
- Аранжировки — группа «Король и Шут» и Валерий Аркадин, Павел Завьялов
- Режиссёры — Александр Устюгов (покинул проект за две недели до премьеры), Владимир Золотарь (пришел вместо А. Устюгова), Андрей Рыклин (принимал участие в создании спектакля).
- Хореография — Ольга Прихудайлова, Юрий Чулков.
- Музыкальный руководитель — Ольга Шайдуллина, Андрей Дегтярев.
- Художник-постановщик — Сергей Скорнецкий.
- Художник по костюмам — Любовь Шепета.
- Декорации (стрит-арт) — P183.
- Помощники режиссёра — Ольга Макарова, Галина Игнатенкова, Агния Цветкова.
- Звукорежиссер - Павел Завьялов
- Видео – Юрий Гончаров и «Ю’Арк Студия»

## Фильмы о Зонг-опере TODD
- По лезвию бритвы (2014)
- TODD Первая кровь  (2015)
- TODD Первая кровь 2 (2016)
- TODD Первая кровь 3 (2018)
- TODD (фильм 2025)

## Награды
- Зонг-опера «Тодд» получила премию как лучший театральный проект 2013 года[уточнить].

## Гастроли
После выходов альбомов «TODD. Акт 1. Праздник крови» (2011), «TODD. Акт 2. На краю» (2012) и рок-мюзикла TODD (ноябрь 2012 г., см. выше), группой «Король и Шут» был задуман масштабный концертный тур в поддержку альбомов и мюзикла. Но плотная работа над театральной постановкой и смерть в июле 2013 года Михаила Горшенёва привели к тому, что планы гастролей были отложены на неопределенный срок.
Показы полноценной версии спектакля регулярно проходят в Москве и Санкт-Петербурге, но в 2019 году была представлена его гастрольная версия, для которой был подобран частично измененный состав актеров. Режиссер Юрий Квятковский построил двухступенчатую картину, где все происходящее на сцене снималось на фоне синего хромакея, монтировалось в реальном времени и выдавалось на огромный экран, становясь фильмом. Однако, 24 августа 2020 года музыканты группы «Король и Шут» объявили об отказе от дальнейшего участия в проекте из-за финансового и юридического конфликта с менеджментом гастрольной постановки, в частности продюсером Андреем Бесстужевым. Показы продолжились без них, окончательно спор был разрешен в суде. 9 декабря 2021 года стало известно, что мать Михаила и Алексея, Татьяна Ивановна Горшенёва отсудила права на зонг-оперу у «Регионального продюсерского центра» города Воронеж, сейчас они делятся на четырёх человек: мать Михаила и Алексея - Татьяна Горшенёва, брат Михаила Алексей Горшенёв, жена Ольга Горшенёва и дочь Александра Горшенёва. После завершения судебных разбирательств гастрольная версия перестала существовать.
Уйдя из гастрольной версии, музыканты вернулись к идее собственного турне. Летом 2021 года начался всероссийский тур новой концертной версии мюзикла, приуроченный к 10-летию выхода двойного альбома. Все песни в ней исполняют музыканты группы «Северный флот» (экс-«Король и Шут») и солист Александр «Ренегат» Леонтьев. Для тура был создан новый тематический видеоряд, сопровождающий каждую композицию на мультимедийном экране.
На сегодняшний день концертная версия продолжает существовать параллельно с полноценной версией спектакля. В ней присутствуют все треки из двойного альбома, кроме арий «Первая кровь», «Новая пирожковая» и «Смерть Ловетт», также исполняется песня «Грехи» из сценической версии мюзикла. Кроме того, в секции «на бис» звучат классические песни группы «Король и шут». В концертах обычно участвует приглашенная вокалистка (Юлия Коган, Снежана Хороля и др.), в части из них принимает участие Алексей Горшенёв, также существует серия концертов в сопровождении симфонического оркестра. В некоторых композициях используется запись голоса Михаила Горшенёва и других исполнителей, участвовавших в записи студийных альбомов проекта.

## Влияние
Брат лидера группы «Король и Шут» Михаила Горшенёва Алексей Горшенёв и его группа «Горшенёв» в 2022 году выпустили альбом «Музыкальная трагедия „Фауст“» по мотивам одноимённой трагедии Гёте.
Алексей отметил: «Я неоднократно участвовал в проектах такого рода, как: „Есенин“ — театрально-музыкальная постановка, „Тодд“ — зонг-опера. И вот, наконец, решил создать что-то похожее с „нетленкой“ замечательного немецкого автора».